# Zacharias Hildebrandt
Zacharias Hildebrandt (Münsterberg 1688 - Dresde 11 octobre 1757) est un facteur d'orgue allemand. Il est historiquement important, car connaissance proche et facteur apprécié de Jean-Sébastien Bach.

## Biographie
Zacharias Hildebrandt est né à Münsterberg, ville de Silésie au sud de Breslau (Wrocław) aujourd'hui polonaise (Ziębice).
Son père, Heinrich Hildebrandt, qui était charron, l'envoya en apprentissage chez Gottfried Silbermann à Freiberg en 1713. 
En 1721, il termina son chef-d'œuvre, l'orgue de la Nikolaikirche Langhennersdorf . Cela a été suivi par la construction d'un orgue à Störmthal près de Leipzig, grâce auquel il a fait la connaissance de Jean Sébastien Bach. Bach exprime son enthousiasme pour l'orgue de Störmthal dans un rapport de 1723. Pour le service de la dédicace, Bach a composé la cantate, BWV 194 et a assuré lui-même la direction musicale. De 1724 à 1726 a eu lieu la construction d'un orgue à Lengefeld, ce qui a provoqué un différend avec Gottfried Silbermann, qui considérait maintenant Hildebrandt comme un concurrent et a poursuivi le tribunal. Le différend a été réglé par un accord dans lequel Hildebrandt s'est engagé à n'accepter que les commandes précédemment déclinées par Silbermann. Il a ensuite déplacé sa région d'activité vers la région de Leipzig et la Saxe occidentale. 
Le plus grand orgue de Zacharias Hildebrandt avec 53 registres se trouve à l' église St. Wenzel à Naumburg (Saale). Il a été construit de 1743 à 1746. Le 27 septembre 1746, le test d'acceptation conjoint est réalisé par Gottfried Silbermann et Johann Sebastian Bach. Pour la disposition Hildebrandt avait eu recours à des conseils de Bach. L'orgue, qui avait été reconstruit plusieurs fois, a été entièrement restauré entre 1993 et 2000. 
Zacharias Hildebrandt était le père du célèbre facteur d'orgues Johann Gottfried Hildebrandt.

## Réalisations
Hildebrandt est l'un des plus importants facteurs d'orgues baroques en Allemagne, ses réalisations étaient très appréciées par ses contemporains. Ses instruments sont un témoignage sonore de l'art de la facture d'orgue dans l'entourage de Gottfried Silbermann. Au cours des dernières décennies, il y a eu une prise de conscience croissante que ses œuvres peuvent être préservées et correctement restaurées. 
La liste des œuvres comprend tous les nouvelles constructions d'orgue connus de Zacharias Hildebrandt. Les italiques indiquent que l'orgue n'a pas survécu ou que seul le buffet historique a été conservé. Dans la cinquième colonne, le chiffre romain indique le nombre de manuels, un grand "P" une pédale indépendante, un petit "p" une pédale suspendue. Le nombre arabe indique le nombre de registres. La dernière colonne fournit des informations sur l'état de conservation ou certaines particularités. 
Hildebrandt a également effectué l'entretien de l'orgue dans le château et l'église cathédrale de Merseburg de 1732 à 1738. A cette époque, Hildebrandt s'était installé comme facteur d'orgues à Weißenfels. En 1734, il a construit plusieurs nouveaux registres dans cet orgue.
| Année | Lieu                         | Église                           | Photo | Claviers | Registres | Remarques |
| ----- | ---------------------------- | -------------------------------- | ----- | -------- | --------- | --- |
| 1722  | Langhennersdorf (Oberschöna) | Église Saint-Nicolas             |       | II/P     | 21        | Chef-d'œuvre conservé - Restauré en 1990–1996 par Wegscheider |
| 1723  | Störmthal (Großpösna)        | Église Sainte-Croix              |       | I/P      | 14        | Restauré en 1934 et 2007/2008 |
| 1724  | Hilbersdorf                  | Église évangélique               |       | I        | 5         | Totalement détruit en 1943 weitgehend ; Jadis attribué à Hildebrandt, en fait construit par Silbermann ; restauré et aujourd'hui au Musée des instruments de musique de l'université de Leipzig |
| 1725  | Leipzig-Liebertwolkwitz      | Église évangélique               |       | I/P      | 13        | Détruit en 1813 |
| 1726  | Lengefeld                    | Église Sainte-Croix              |       | II/P     | 22        | Reconstruit en 1933 ; 2010–2014 : restauration par Eule et Wegscheider → Orgel |
| 1727  | Sangerhausen                 | Église du Saint-Esprit           |       | I        | 6         | disparu |
| 1728  | Sangerhausen                 | St. Jacobi                       |       | II/P     | 27        | Restauré en 1976–1978 par la firme Eule |
| 1728  | Pölsfeld                     | St. Maurice                      |       | I/p      | 9         | 1728 : reconstruit en réutilisant 4 registres d'un orgue de 1696; relevé et modifié par la suite                                                                                                |
| 1730  | Sotterhausen                 | Église évangélique               |       | I/P      | 9         | presque entièrement conservé ; restauré en 2005 |
| 1732  | Leipzig-Lindenau             | Église de Lindenau               |       | I/P      | 10        | perdu après la démolition de l'ancienne église |
| 1736  | Leipzig-Eutritzsch           | Église du Christ                 |       | I/P      | 10        | disparu |
| 1746  | Naumburg                     | Église St Venceslas (St. Wenzel) |       | III/P    | 53        | Restauré en 1993–2000 |
| 1748  | Großwiederitzsch             | Église évangélique               |       | I/P      | 10        | Démoli en 1902 |
| 1749  | Hettstedt                    | Église Saint Jacques             |       | II/P     | 31        | Buffet d'origine, reconstruit ar Wilhelm Rühlmann (1905 IIIP/45) dans son buffet historique |
| 1756  | Goldbach                     | Église Notre-Dame                |       | I/P      | 10        | Totalement reconstruit en 1908 |
| 1757  | Dresde                       | Église des Trois Rois-Mages      |       | II/P     | 38        | détruit en 19451945 zerstört |